# Gedenknaald G.J. van Heek
De gedenknaald G.J. van Heek is een 20e-eeuws monument in het G.J. van Heekpark in Enschede.

## Achtergrond
Textielfabrikant Gerrit Jan van Heek (1837-1915) schonk aan de gemeente Enschede een park, dat in 1918 werd geopend en zijn naam kreeg. Op 1 mei 1922 werd Van Heek, in aanwezigheid van onder anderen de burgemeesters van Enschede en Lonneker, herdacht. Lizzy Ansingh maakte een portret van Van Heek, dat een plaats kreeg in het theehuis, en er werd een gedenknaald onthuld, gemaakt door beeldhouwer Leen van Tetterode.
Van Heeks broer Hendrik Jan (1814-1872) was de stichter van het Volkspark, waar in 1874 een gedenkzuil werd opgericht.

## Beschrijving
Het granieten monument is een 6,50 meter hoge obelisk die bestaat uit acht taps toelopende blokken. Op de sokkel zijn aan drie zijden voorstellingen in reliëf aangebracht en op de vierde zijde het wapen van Enschede, het geboorte- en overlijdensjaar van Van Heek en de tekst 

aan Gerrit Jan van Heek den schenker van dit park uit dankbaarheid gewijd
door de ingezetenen van Enschede april 1922

## Waardering
Het gedenkteken werd in 1999 als rijksmonument opgenomen in het Monumentenregister, het is van "van cultuur-, architectuurhistorische en stedebouwkundige belang vanwege:

- de herinnering aan de stichter van het G.J. van Heekpark

- de vormgeving in Nieuwe Kunst stijl

- de ruimtelijke relatie van de naald met de andere elementen in en de aanleg van het park."

## Foto's

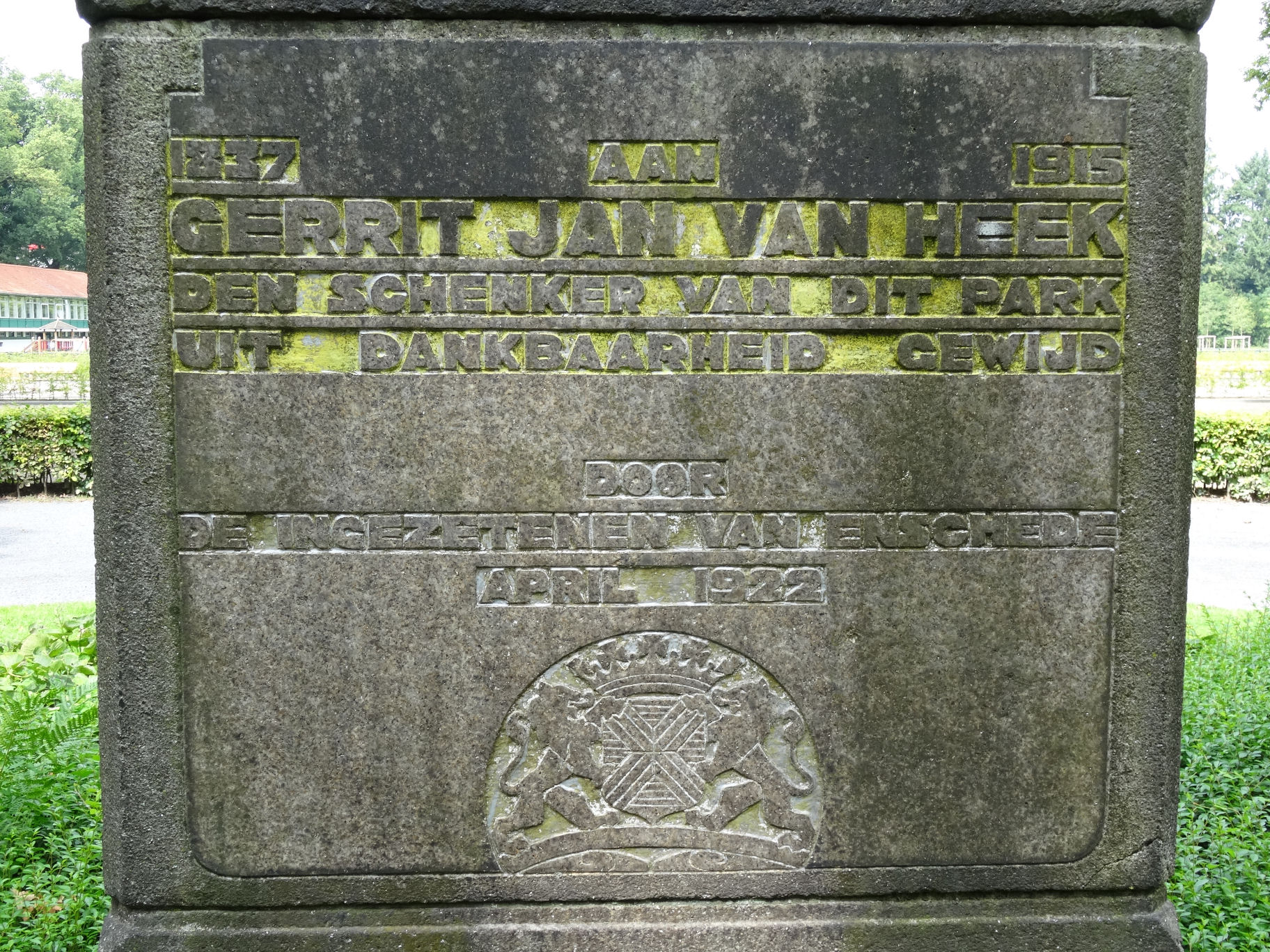
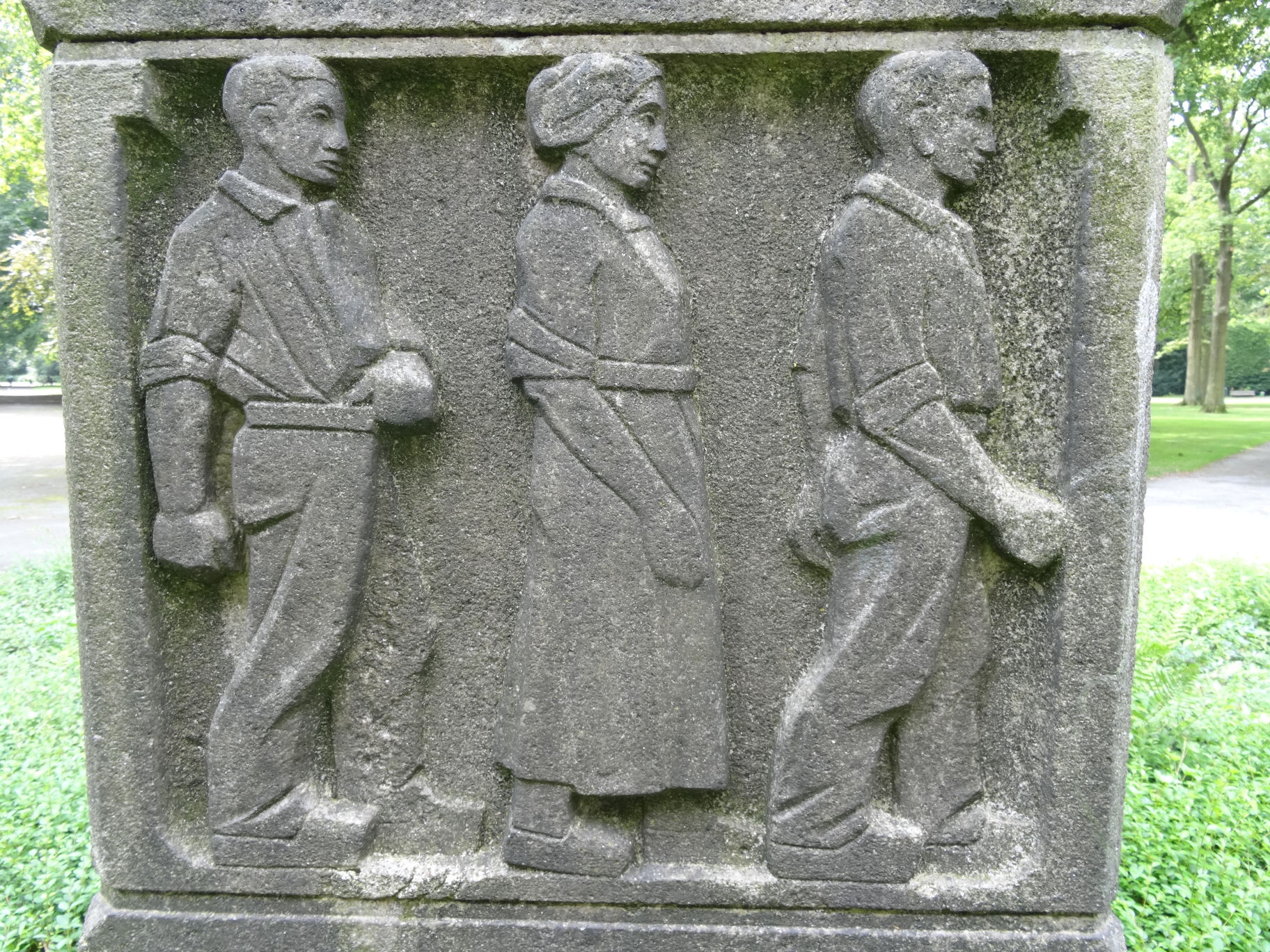
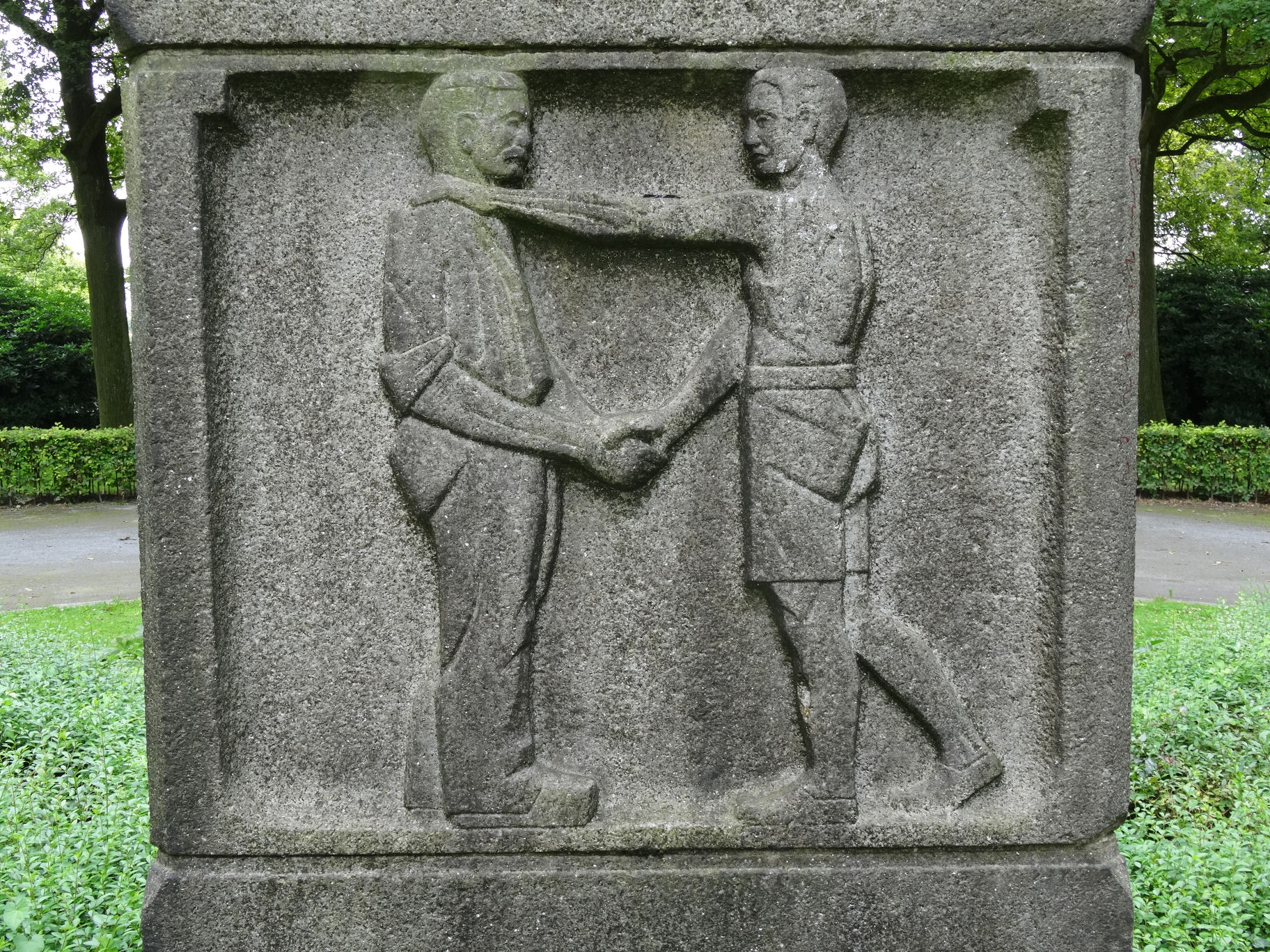
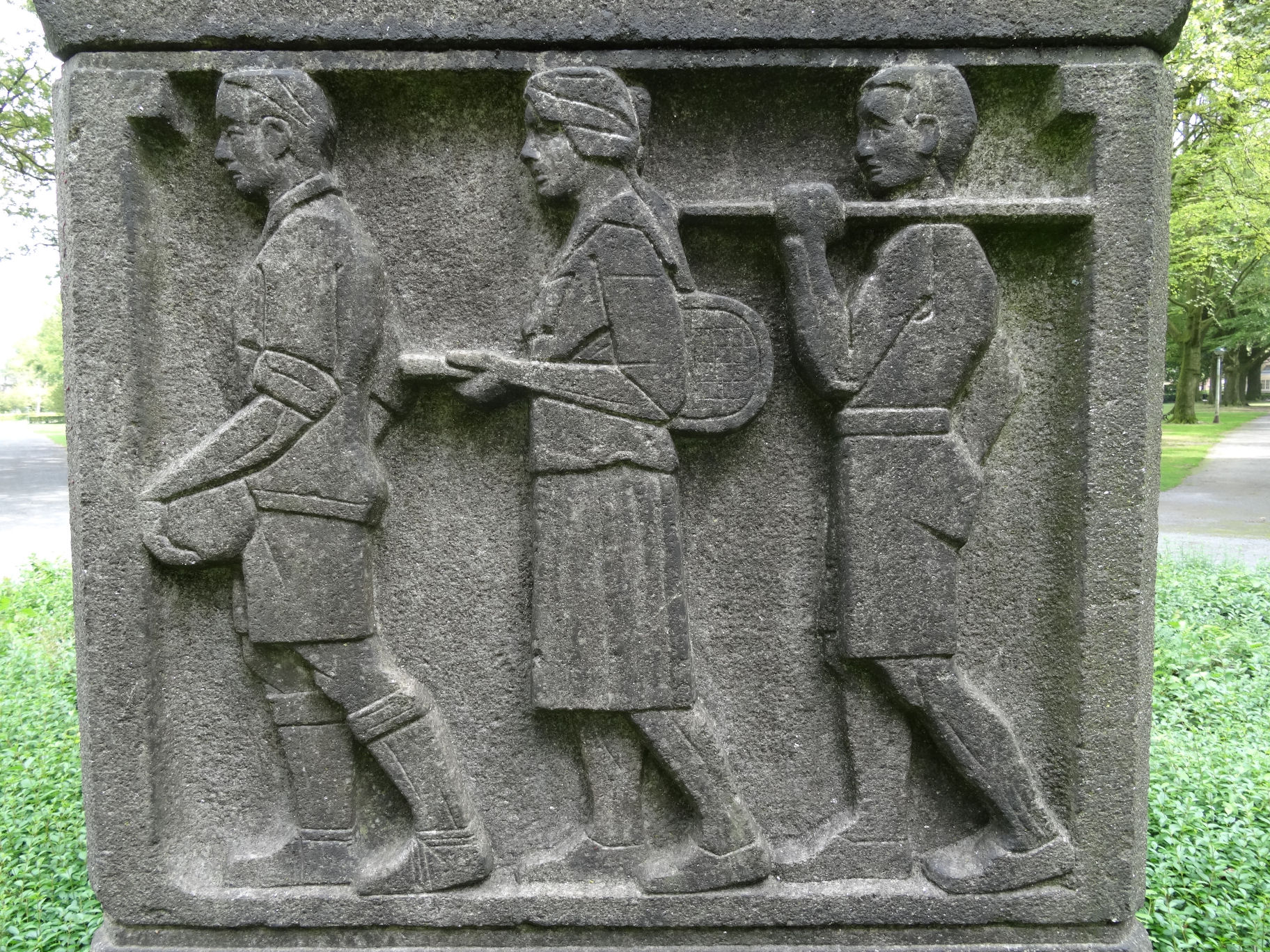